# مرکز مطالعات اجسام نزدیک به زمین

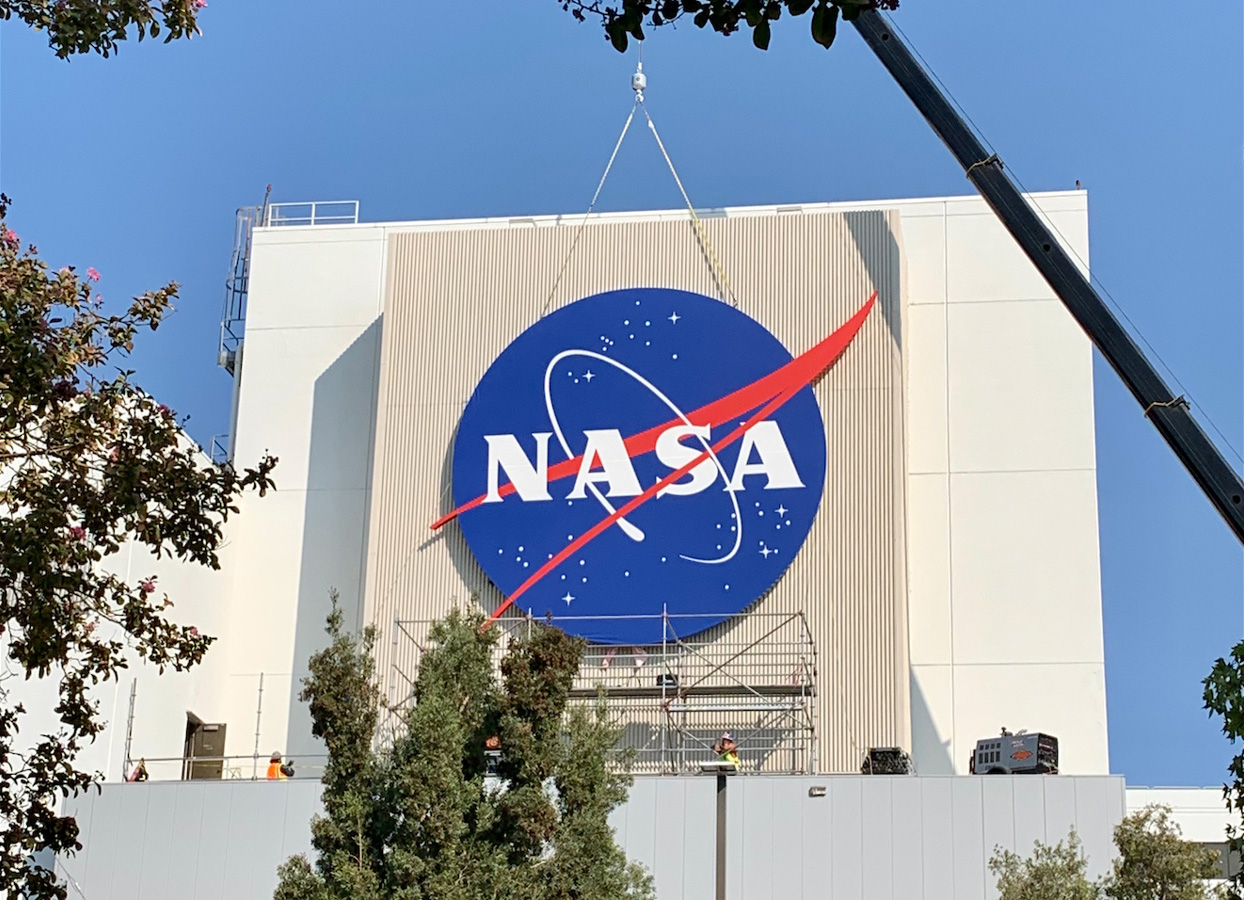
JPL

مرکز مطالعات اجسام نزدیک به زمین (انگلیسی: Center for Near-Earth Object Studies) یا (CNEOS) آزمایشگاه پیش‌رانش جت (JPL) برای محاسبه مدارهای سیارک و دنباله‌دار و احتمال برخورد آنها با زمین است. (CNEOS) در مؤسسه فناوری کالیفرنیا واقع شده و توسط آن اداره می‌شود.
(CNEOS) مدارهای اجرام نزدیک به زمین (NEO) را برای محاسبه با دقت بالا بررسی می‌کند. این راه‌حل‌های مداری، رویکردهای نزدیک به زمین را محاسبه می‌کنند و ارزیابی‌هایی از احتمالات تأثیر (NEO) در سدهٔ آینده یا بیشتر ارائه می‌کنند.
(CNEOS) خانهٔ سیستم نظارت بر برخورد Sentry JPL است که تجزیه و تحلیل مدارهای احتمالی سیارک‌های خطرناک در آینده را انجام می‌دهد و احتمالات برخورد را در سدهٔ آینده جستجو می‌کند. به طور مشابه، سیستم Scout آن، اکتشافات احتمالی سیارک‌های جدید را رصد می‌کند و محدودهٔ احتمالی حرکات آیندهٔ آنها را محاسبه می‌کند. در صورت یک برخورد احتمالی، که به عنوان یک ضربه‌گیر مجازی شناخته می‌شود، زمان و احتمال آن برخورد تخمین زده می‌شود.
(CNEOS) همچنین برنامه انحراف (NEO) را ارائه می‌دهد، که محاسبه می‌کند اگر یک سیارک فرضی در صورتی که قبلاً با مقدار معینی منحرف شده باشد، (در دیدار بعدی) چقدر فاصله خواهد داشت.